# This Is Our Music
| Recensione                          | Giudizio |
| ----------------------------------- | -------- |
| Allmusic                            | [ 1 ]    |
| Pitchfork                           | [ 2 ]    |
| The Rolling Stone Jazz Record Guide | [ 3 ]    |
| Tom Hull                            | A–       |
| Piero Scaruffi (Austin Krentz)      | 6/10     |

This Is Our Music è il quinto album discografico di Ornette Coleman, pubblicato nel 1960. Ritenuto uno dei capolavori del genere jazz, insieme ai precedenti album di Coleman contribuì a codificare un nuovo modo di fare jazz che divenne poi noto come free jazz.

## Descrizione
Sin dal titolo (letteralmente: "questa è la nostra musica"), l'album sembra caratterizzarsi come un "manifesto d'intenti" e una riappropriazione delle radici musicali del jazz, volto proprio ad illustrare al mondo tutti gli aspetti salienti del sound del "nuovo jazz" di Coleman e compagni.
È particolarmente rilevante far notare come questo album sia l'unica registrazione di Coleman per l'Atlantic a contenere l'esecuzione di uno standard jazz; una stralunta versione di Embraceable You resa quasi irriconoscibile; e come sia l'unico album che veda la formazione del quartetto di Coleman costituita da Don Cherry, Charlie Haden, e Ed Blackwell. Il disco include alcune delle composizioni più celebri di Coleman: Blues Connotation, Beauty Is a Rare Thing, e Kaleidoscope in particolare. (Beauty Is a Rare Thing diventò in seguito il titolo di un box set contenente tutte le registrazioni effettuate da Coleman per l'etichetta Atlantic.)

## Tracce
- Tutte le composizioni sono opera di Ornette Coleman, eccetto dove indicato.

Lato A
1. Blues Connotation – 5:14
2. Beauty Is a Rare Thing – 7:12
3. Kaleidoscope – 6:33

Lato B
1. Embraceable You (Gershwin) – 4:54
2. Poise – 4:37
3. Humpty Dumpty – 5:20
4. Folk Tale – 4:46

## Formazione
- Ornette Coleman – sax alto
- Don Cherry – tromba pocket
- Charlie Haden – contrabbasso
- Ed Blackwell – batteria